# Heliamphora ionasi
Heliamphora ionasi là một loài thực vật có hoa trong họ Sarraceniaceae. Loài này được Maguire mô tả khoa học đầu tiên năm 1978.

## Hình ảnh

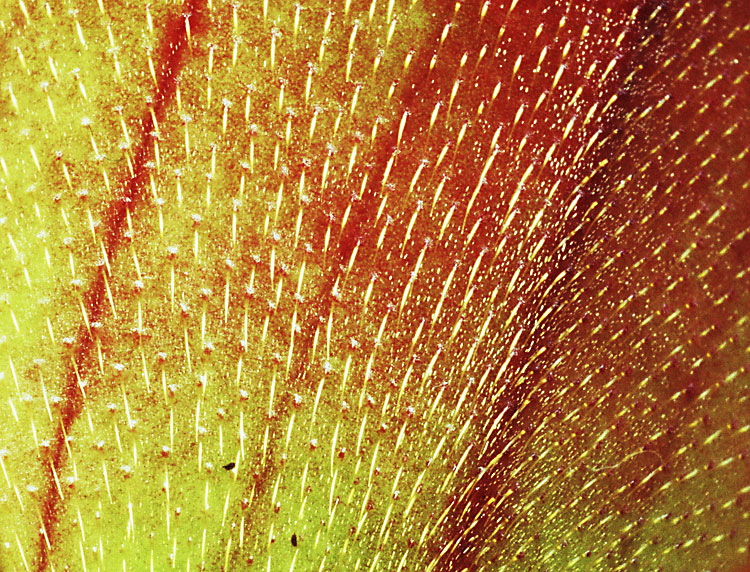
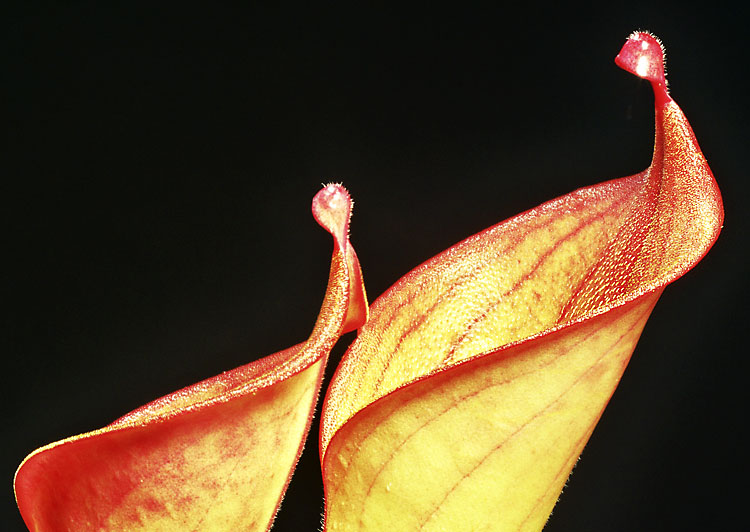
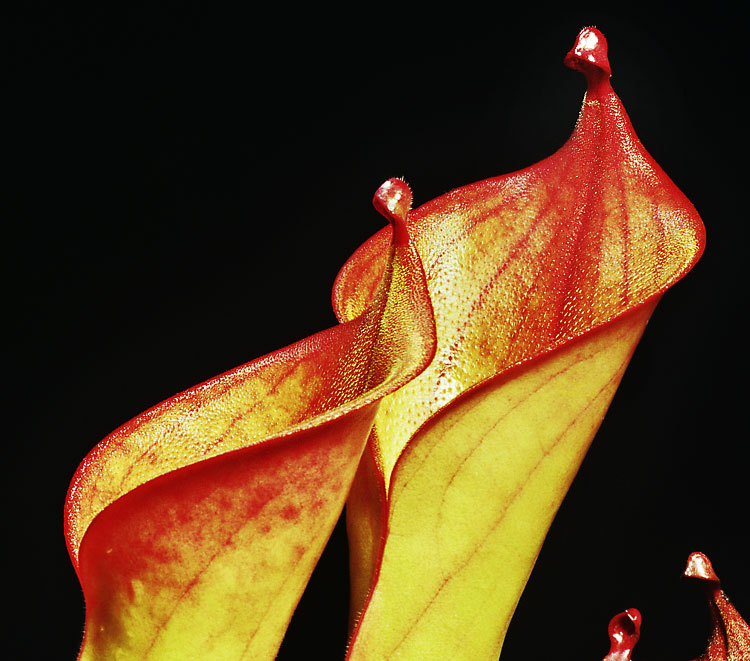